# Kazimierz Dłużewski
Kazimierz Dłużewski herbu Pobóg z Dłużewa na Uhrusku, (zm. przed 14 sierpnia 1725 roku) – kasztelan chełmski od 1724 roku, chorąży chełmski w latach 1720–1724, podczaszy chełmski w latach 1689–1720, dworzanin królewski w 1690 roku, starosta zgierski, hajsyński, tarnogórski i kiślacki, marszałek  Trybunału Głównego Koronnego (1714),  poseł (1720).
Brat jego Jan Dłużewski (1658 – 1720) – był biskupem, infułatem, biskupem pomocniczym chełmskim.
Był elektorem Augusta II Mocnego z ziemi chełmskiej w 1697 roku. Poseł na sejm pacyfikacyjny 1699 roku z ziemi chełmskiej. Z początkiem 1720 r. Kazimierz Dłużewski  konkurował z Michałem Potockim, h. Pilawa, (zm. 1749), o marszałkostwo Trybunału Koronnego.
Ożenił się z Barbarą Podoską. Ojcem jego żony był Mikołaj Kazimierz Podoski, (zm. 1676) – poseł, podkomorzy, rotmistrz.
Miał dwóch synów; Stanisława Dłużewskiego – chorążego chełmskiego, który  w l. 1731–1740 z fundacji matki Barbary z Podowskich Dłużewskiej, kasztelanowej chełmskiej, wybudował kościół parafialny Przemienia Pańskiego w Sawinie koło Chełma.
Młodszy syn ożenił się z Barbarą Humiecką – podczaszyną łukowską.
Kazimierz Dłużewski miał też córkę Agnieszkę Węglińską.
Praprawnuk jego Jan Nepomucen Dłużewski (1841–1863) był powstańcem styczniowym.